# Култура Авериас
Културата Авериас възниква и се развива през периода 1200—1500 г. на територията на днешната аржентинска провинция Сантяго дел Естеро.
Културата се намира под силно влияние на индианците от андската зона.
Характерни са урните с абстрактни митологични рисунки, и красива керамика, оцветена с ярки червени, черни, бели и кремави цветове.